# Glaresis handlirschi
Glaresis handlirschi es una especie de coleóptero de la familia Glaresidae.

## Distribución geográfica
Habita en Argelia.